# Comuni della Rioja

La Rioja in Spagna

I comuni della Rioja sono pari a 174.

## Lista
| Comune                      | Popolazione (2015) |
| --------------------------- | ------------------ |
| Ábalos                      | 252                |
| Agoncillo                   | 1 123              |
| Aguilar del Río Alhama      | 509                |
| Ajamil de Cameros           | 71                 |
| Albelda de Iregua           | 3 284              |
| Alberite                    | 2 456              |
| Alcanadre                   | 710                |
| Aldeanueva de Ebro          | 2 779              |
| Alesanco                    | 505                |
| Alesón                      | 124                |
| Alfaro                      | 9 568              |
| Almarza de Cameros          | 22                 |
| Anguciana                   | 453                |
| Anguiano                    | 537                |
| Arenzana de Abajo           | 232                |
| Arenzana de Arriba          | 33                 |
| Arnedillo                   | 468                |
| Arnedo                      | 14 597             |
| Arrúbal                     | 481                |
| Ausejo                      | 796                |
| Autol                       | 4 427              |
| Azofra                      | 205                |
| Badarán                     | 534                |
| Bañares                     | 284                |
| Baños de Río Tobía          | 1 621              |
| Baños de Rioja              | 92                 |
| Berceo                      | 172                |
| Bergasa                     | 152                |
| Bergasillas Bajera          | 39                 |
| Bezares                     | 15                 |
| Bobadilla                   | 120                |
| Brieva de Cameros           | 53                 |
| Briñas                      | 210                |
| Briones                     | 835                |
| Cabezón de Cameros          | 16                 |
| Calahorra                   | 23 955             |
| Camprovín                   | 154                |
| Canales de la Sierra        | 97                 |
| Cañas                       | 92                 |
| Canillas de Río Tuerto      | 38                 |
| Cárdenas                    | 162                |
| Casalarreina                | 1 190              |
| Castañares de Rioja         | 439                |
| Castroviejo                 | 68                 |
| Cellorigo                   | 12                 |
| Cenicero                    | 2 028              |
| Cervera del Río Alhama      | 2 427              |
| Cidamón                     | 27                 |
| Cihuri                      | 226                |
| Cirueña                     | 130                |
| Clavijo                     | 307                |
| Cordovín                    | 167                |
| Corera                      | 253                |
| Cornago                     | 355                |
| Corporales                  | 47                 |
| Cuzcurrita de Río Tirón     | 507                |
| Daroca de Rioja             | 54                 |
| El Rasillo de Cameros       | 151                |
| El Redal                    | 143                |
| El Villar de Arnedo         | 629                |
| Enciso                      | 166                |
| Entrena                     | 1 489              |
| Estollo                     | 91                 |
| Ezcaray                     | 2 050              |
| Foncea                      | 99                 |
| Fonzaleche                  | 146                |
| Fuenmayor                   | 3 146              |
| Galbárruli                  | 46                 |
| Galilea                     | 363                |
| Gallinero de Cameros        | 25                 |
| Gimileo                     | 127                |
| Grañón                      | 279                |
| Grávalos                    | 208                |
| Haro                        | 11 414             |
| Herce                       | 340                |
| Herramélluri                | 109                |
| Hervías                     | 118                |
| Hormilla                    | 455                |
| Hormilleja                  | 150                |
| Hornillos de Cameros        | 31                 |
| Hornos de Moncalvillo       | 91                 |
| Huércanos                   | 852                |
| Igea                        | 612                |
| Jalón de Cameros            | 18                 |
| Laguna de Cameros           | 128                |
| Lagunilla del Jubera        | 327                |
| Lardero                     | 9 448              |
| Ledesma de la Cogolla       | 18                 |
| Leiva                       | 277                |
| Leza de Río Leza            | 38                 |
| Logroño                     | 151 344            |
| Lumbreras                   | 163                |
| Manjarrés                   | 117                |
| Mansilla de la Sierra       | 71                 |
| Manzanares de Rioja         | 83                 |
| Matute                      | 109                |
| Medrano                     | 316                |
| Munilla                     | 116                |
| Murillo de Río Leza         | 1 708              |
| Muro de Aguas               | 58                 |
| Muro en Cameros             | 48                 |
| Nájera                      | 8 185              |
| Nalda                       | 952                |
| Navajún                     | 16                 |
| Navarrete                   | 2 928              |
| Nestares                    | 97                 |
| Nieva de Cameros            | 93                 |
| Ochánduri                   | 98                 |
| Ocón                        | 282                |
| Ojacastro                   | 187                |
| Ollauri                     | 281                |
| Ortigosa de Cameros         | 260                |
| Pazuengos                   | 35                 |
| Pedroso                     | 81                 |
| Pinillos                    | 15                 |
| Pradejón                    | 3 976              |
| Pradillo                    | 61                 |
| Préjano                     | 244                |
| Quel                        | 1 996              |
| Rabanera                    | 34                 |
| Ribafrecha                  | 1 021              |
| Rincón de Soto              | 3 729              |
| Robres del Castillo         | 31                 |
| Rodezno                     | 274                |
| Sajazarra                   | 125                |
| San Asensio                 | 1 183              |
| San Millán de la Cogolla    | 244                |
| San Millán de Yécora        | 35                 |
| San Román de Cameros        | 149                |
| San Torcuato                | 62                 |
| San Vicente de la Sonsierra | 1 007              |
| Santa Coloma                | 106                |
| Santa Engracia del Jubera   | 181                |
| Santa Eulalia Bajera        | 112                |
| Santo Domingo de la Calzada | 6 401              |
| Santurde de Rioja           | 293                |
| Santurdejo                  | 126                |
| Sojuela                     | 282                |
| Sorzano                     | 239                |
| Sotés                       | 292                |
| Soto en Cameros             | 112                |
| Terroba                     | 33                 |
| Tirgo                       | 211                |
| Tobía                       | 61                 |
| Tormantos                   | 137                |
| Torre en Cameros            | 12                 |
| Torrecilla en Cameros       | 519                |
| Torrecilla sobre Alesanco   | 36                 |
| Torremontalbo               | 14                 |
| Treviana                    | 179                |
| Tricio                      | 390                |
| Tudelilla                   | 376                |
| Uruñuela                    | 958                |
| Valdemadera                 | 8                  |
| Valgañón                    | 137                |
| Ventosa                     | 172                |
| Ventrosa                    | 67                 |
| Viguera                     | 437                |
| Villalba de Rioja           | 125                |
| Villalobar de Rioja         | 63                 |
| Villamediana de Iregua      | 7 643              |
| Villanueva de Cameros       | 71                 |
| Villar de Torre             | 188                |
| Villarejo                   | 31                 |
| Villarroya                  | 8                  |
| Villarta-Quintana           | 155                |
| Villavelayo                 | 57                 |
| Villaverde de Rioja         | 63                 |
| Villoslada de Cameros       | 354                |
| Viniegra de Abajo           | 86                 |
| Viniegra de Arriba          | 45                 |
| Zarratón                    | 268                |
| Zarzosa                     | 15                 |
| Zorraquín                   | 82                 |

## Fonti
- Instituto Nacional de Estadística